# Liwā' al Hāshimīyyah
Liwā' al Hāshimīyyah (arabiska: لواء الهاشمية) är ett departement i Jordanien.   Det ligger i guvernementet Zarqa, i den norra delen av landet, 26 km nordost om huvudstaden Amman.